# Западная карликовая белка
Западная карликовая белка (лат. Microsciurus mimulus) — вид грызунов рода Карликовые белки. Это небольшая древесная белка, ареал которой — Колумбия, Эквадор и Панама.

## Подвиды
3 подвида рода западная карликовая белка представлены в таблице:
| Подвиды           | Автор         | Синонимы         |
| ----------------- | ------------- | ---------------- |
| M. m. mimulus     | Thomas (1898) | нет              |
| M. m. boquetensis | Nelson (1903) | нет              |
| M. m. isthmius    | Nelson (1899) | palmeri, vivatus |